# أماروك
أمروك (بالإنجليزية: Amarok)‏ مشغل صوتيات حر لجنو/لينكس وغيره من الأنظمة الشبيهة ليونكس. يستند أمروك على بعض مكونات كدي لكنه يصدر بشكل مستقل عن دورة إصدار كدي.
سُمّي أمروك على ألبوم أمروك لمايك أولفيلد. كان للإصدار 1.2 شعار ذئب، لكنه غُيّر لاحقًا لتعارضه مع علامة مسجلة لشركة WaRP Graphics المحدودة.
كان اسمه في البداية amaroK وأعيدت تسميته إلى Amarok في يونيو 2006.